# Bengué-Bougou
Pour les articles homonymes, voir Bengue.
Bengué-Bougou ou Mbengué-Bogou est une localité du Nord de la Côte d'Ivoire et appartenant au département de Korhogo, Région des Savanes.
La localité de Bengué-Bougou est un chef-lieu de commune.